# Daisy Marie
Daisy Marie (Los Ángeles, California; 6 de febrero de 1984) conocida artísticamente por Daisy, es una actriz pornográfica estadounidense.

## Biografía
Daisy es una de las más populares estrellas porno actualmente. Se crio en Salem, Oregón, aunque pasó un tiempo con su familia en Zacatecas, México. Siempre comenta que tiene una cuarta parte de filipina. Ha participado en unas 90 películas pornográficas desde 2002, incluso ha aparecido en un par de ocasiones en el show de Howard Stern (julio de 2003 y noviembre de 2004), y ha posado para varias revistas de adultos, entre ellas Penthouse. Codirige además un programa de radio en Internet llamado "Asian Sex", en la ciudad de Los Ángeles.
Daisy fue una de las finalistas de la segunda temporada del programa de Playboy TV Jenna’s American Sex Star.
Trabajó en el video de la canción "Disco Inferno" del rapero 50 Cent y en el video “Pegao” del grupo de reguetón Wisin & Yandel.